# Émile Reuter
Émile Reuter (Ciutat de Luxemburg, 2 de juny de 1874 - Ciutat de Luxemburg, 14 de febrer de 1973) fou un polític i jurista luxemburguès, Primer Ministre de Luxemburg del 1918 al 1925.
Després d'acabar l'escola el 1893 en l'Ateneu de Luxemburg, Émile Reuter va estudiar dret a Estrasburg, Nancy i París entre 1894 i 1898. El 1903 es va convertir en president de l'Associació popular catòlica i el 1911 va ser escollit membre de la Cambra de Diputats. El 1914 va ser membre fundador del Partit de la Dreta. Una mica abans del final de la Primera Guerra Mundial, el 28 de setembre de 1918 Reuter es va convertir en primer ministre i Ministre d'Afers Exteriors i de l'Interior. El 1925 es va produir una crisi al govern quan la Cambra va rebutjar les propostes del govern per amalgamar les companyies ferroviàries Guillaume-Luxembourg i Prince-Henri sota la direcció belga, per aquesta causa el Gabinet Reuter va dimitir. Des de 1926 fins a 1959 -a part dels anys de guerra- va ser president de la Cambra de Diputats. Fins a 1964 va ser també el primer president del Partit Popular Social Cristià (CSV), fundat el 1944. El 1957 es va convertir en ambaixador de Luxemburg davant la Santa Seu.